# 아르메니아 프리미어리그
아르메니아 프리미어리그(아르메니아어: VBET Հայաստանի Պրեմիեր Լիգա)는 아르메니아의 최상위 축구 리그이다. 현재 후원사의 명칭을 붙여 공식적으로 VBET 아르메니아 프리미어리그로 부르고 있다. 이 리그는 1992년에 아르메니아 축구 협회에 의해 만들어졌다. 1936년부터 1991년까지의 아르메니아 리그는 소비에트 연방의 지역리그로서 존재해왔었다. 처음 3년간은 봄부터 가을까지 리그를 진행하였고, 1995년에는 리그를 2년제로 바꾸느라 1994시즌 다음에 1995-06시즌으로 진행하였다. 다음 시즌인 1996-97시즌까지 2년제로 실시하다가 1997년부터 다시 1년제의 리그 진행방식으로 바꾸었다.

## 진행 방식
리그는 여덟 개 팀이 각 팀당 네 번씩의 경기를 치러 총 28라운드의 경기를 하게 된다. 시즌 종료후 최하위팀과 1부리그 우승 팀은 각각 강등 및 승격을 하게 된다. 2008시즌에 새롭게 프리미어리그에 참가하게 될 레르네인 아트사크가 프리미어리그 참가를 포기하였고, 1부리그 팀 가운데 유일하게 승격 가능한 FC 디나모 예레반은 해체되어서 2008시즌은 2007시즌과 변함없는 구성으로 진행하게 된다. 현재 아르메니아 리그는 단 8팀으로 프리미어리그와 1부리그가 구성되어 있다. 1부리그는 프리미어리그팀들의 2군팀으로 구성되어 있다.

## 참가팀
| 구단                | 위치              | 경기장                          | 수용인원 |
| ------------------- | ----------------- | ------------------------------- | -------- |
| 알라슈케르트        | 예레반 (셍가비트) | 알라슈케르트 스타디움           | 6,850    |
| 아라라트            | 예레반 (셍가비트) | 바즈겐 사르키샨 공화국 경기장   | 14,403   |
| 아라라트-아르메니아 | 예레반            | 바즈겐 사르키샨 공화국 경기장   | 14,403   |
| 노아                | 예레반            | 미카 스타디움                   | 7,250    |
| 우라르투            | 예레반            | 우라르투 스타디움               | 4,860    |
| 퓨니크              | 예레반            | 바즈겐 사르키샨 공화국 경기장   | 14,403   |
| 세반                | 세반              | 세반 시티 스타디움              | 500      |
| 반                  | 샤렌트사반        | 샤렌트사반 시티 스타디움        | 5,000    |
| 노라반크            | 바이크            | 샤렌트사반 시티 스타디움        | 5,000    |
| BKMA                | 예레반            | 바나조르 풋볼 아카데미 스타디움 | 880      |

## 역대 우승 팀
| 시즌    | 우승        | 준우승           |
| 1992    | 시라크      | 바난츠           |
| 1992    | 홈넷멘      | 바난츠           |
| 1993    | 아라라트    | 시라크           |
| 1994    | 시라크      | AOSS             |
| 1995    | 시라크      | 체멘트           |
| 1995    | 아라라트    | 홈넷멘           |
| 1995-96 | 홈넷멘      | 시라크           |
| 1996-97 | 퓨닉        | 아라라트         |
| 1997    | 예레반      | 시라크           |
| 1998    | 체멘트      | 시라크           |
| 1999    | 시라크      | 아라라트         |
| 2000    | 아락스      | 아라라트         |
| 2001    | 퓨닉        | 즈바트노츠 AAL   |
| 2002    | 퓨닉        | 시라크           |
| 2003    | 퓨닉        | 바난츠           |
| 2004    | 퓨닉        | 미카             |
| 2005    | 퓨닉        | 미카             |
| 2006    | 퓨닉        | 바난츠           |
| 2007    | 퓨닉        | 바난츠           |
| 2008    | 퓨닉        | 아라라트         |
| 2009    | 퓨닉        | FC 미카          |
| 2010    | 퓨닉        | 바난츠           |
| 2011    | 울리세스 FC | FC 간자사르 카판 |

## 클럽별 우승 횟수
| 클럽               | 횟수 |
| ------------------ | ---- |
| FC 퓨닉            | 13   |
| FC 시라크          | 3    |
| 아락스 아라라트 FC | 2    |
| FC 아라라트 예레반 | 1    |
| 울리세스 FC        | 1    |
| FC 예레반          | 1    |